# Liste des œuvres de Zao Wou-Ki
Liste des œuvres de Zao Wou-Ki
Cette liste recense en priorité, parmi les œuvres importantes de l'artiste, celles qui sont exposées dans des musées. Ou bien, dans le cas de collections particulières, celles qui sont le plus souvent prêtées et qui apparaissent dans les rétrospectives, comme celle notamment de 1998 à Shanghai.

## Peinture
- Paysage à Hangzhou (1949), huile sur toile 38 × 46 cm, collection particulière Paris[1],[2]
- Arezzo , 1950 huile sur toile 92 × 100 cm, collection particulière Paris[3],[4]
- Piazza (1950) huile sur toile 146 × 97 cm conservée au musée d'art moderne de la ville de Paris, ainsi titrée en souvenir de Venise[5],
- Tower bridge London , (1953) huile sur toile 38 × 46 cm, collection particulière Taïwan[6],[7].
- Nature morte : vase théière et fruits (1953) huile sur toile 45,5 × 37,5 cm collection Alison Fine Arts [8].
- Dragon (1953) huile sur toile 73 × 92 cm collection particulière Taïwan [9].
- Hommage à Delacroix, 1953, huile sur toile, 66 × 88 cm, collection particulière[10]
- Vent (1954) 146 × 97 cm en référence à un poème de Su Dungpo, Musée d'art moderne de la ville de Paris, Centre Georges-Pompidou[11], [12],
- Foule noire (1955) huile sur toile 116 × 89 cm, Carnegie Museum of Art, Pittsburgh[13] en référence à Lao She,
- Hommage à Qu Yuan (05.05.1955) huile sur toile 195 × 130 cm, collection particulière, Paris[14].
- Hommage à Chu-Yun, 5 mai 1955, huile sur toile, 195 × 130 cm, collection particulière Paris[15]. Le tableau est répertorié sous le titre Hommage à Qu Yuan dans le catalogue de l'exposition du musée de Shanghai[14]
- Traversée des apparences (1956) huile sur toile 97 × 195 cm, collection particulière, Taipei[16].
- Mistral (1957) huile sur toile 130 × 195 cm en référence au poème de Claude Roy * * Les Chevaux de l'orage, musée Solomon R. Guggenheim, New York[17].
- Vent et poussière (1957), huile sur toile, 200 × 162 cm, Fogg Art Museum, université Harvard, Massachusetts[18].
- Stèle pour un ami, 1956, huile sur toile, 162 × 113 cm, collection particulière [19] ,[20]
- Peinture (1958) huile sur toile 114 × 146 cm collection particulière, Taipei[21],[22].
- Peinture (1958) huile sur toile 200 × 162 cm collection particulière, France[23].
- 1959, 16.04.1959 (1959) huile sur toile 114 × 114 cm collection particulière[24].
- 1960, 25.05.1960 (1960) huile sur toile 195 × 162 cm collection particulière, Taipei [25].
- 1963, 18.04.1963 (1963) huile sur toile 195 × 97 cm collection particulière, Taïwan [26],[27].
- Hommage à Henri Michaux, 18.01.1963, huile sur toile, 60 × 92 cm, collection particulière [28],[29]
- Hommage à Edgar Varèse, 1964, huile sur toile, 255 × 344 cm, collection particulière France[30] ,[31]
- 25.10.1965, 1965, huile sur toile, 130 × 195 cm, collection particulière, Taipei[32],[33]
- 6.01.1968, 1968, huile sur toile, 260 × 200 cm, Musée d'art moderne de la Ville de Paris[34]
- En mémoire de May, 1972, huile sur toile, 200 × 525,7 cm, en référence à sa deuxième épouse décédée, Musée d'art moderne de la ville de Paris, Centre Pompidou (2004, p. 112-113)[35],[23],
- Hommage à René Char, 1973, huile sur toile, 54 × 65 cm, collection particulière[36]
- Triptyque, hommage à André Malraux, 1976, huile sur toile 200 × 524 cm, Hakone Open Air Museum, Hakone Japon[37],
- À la mémoire de mon frère Wou-Wei, 1979, huile sur toile, 179 × 130 cm, collection particulière[38]
- Triptyque, hommage à Monet, huile sur toile, 1991, collection particulière, 200 × 486 cm[39] ,[40],
- Hommage à Henri Matisse, 2 février 1986, huile sur toile, 162 × 130 cm, collection particulière, France (2004, p. 119)[41],
- Hommage à Henri Matisse II, 21 mai 1993, huile sur toile, 130 × 195 cm, collection particulièreHommage à Henri Matisse II, 21 mai 1993, huile sur toile, 130 × 195 cm, collection particulière France [42],[43]
- Hommage à mon ami Jean-Paul Riopelle, 21 juin 2003, huile sur toile, 195 × 420 cm, collection particulière[44]
- Hommage à Françoise, 2003, huile sur toile, 95 × 324 cm, collection particulière[45].

(... à compléter)

## Encres de Chine
La plupart des œuvres de l'artiste de 1941 à 1979 sont présentées par Henri Michaux, sans commentaires, dans l'ouvrage Encres. Ce sont principalement des encres de Chine, et des lavis dont elles portent le nom tout simplement (encre de chine sur papier de Chine ou lavis) accompagné des dimensions et de la date d'exécution. Beaucoup sont dans des collections particulières. Celles présentées ici sont localisables en partie par le nom du musée auquel elles appartiennent, ou par le nom du collectionneur qui a bien voulu se faire connaître. Il y a quatre Encres de Chine et 51 lavis .
- 1941 Encre de Chine sur papier de Chine 29,3 × 20,8 cm conservée au musée d'art moderne de la ville de Paris, représente une jeune femme assise [46]
- 1945 Encre de Chine sur papier de Chine,  deux portraits de femme, l'un de 1943 26 × 97 cm, l'autre de 1945 25,5 × 18 cm[47] (Non localisé)
- 1971 Lavis, 21,5 × 21,5 cm collection Sin-May Zao, Paris [48]
- 1971 Lavis, 34 × 34 cm collection M. et Mme Pierre Alechinschy, Paris [49]
- 1972 Lavis, 60 × 47,5 cm collection Musée d'art moderne de la ville de Paris, Paris [50]
- 1975 Lavis, 44 × 33,6 cm, Centre national d'art et de culture Georges-Pompidou, Paris [51]
- 1975 Lavis, 31,5 × 54,5 cm, Centre national d'art et de culture Georges-Pompidou, Paris [52]
- 1979 Lavis, 67 × 67,5 cm, Galerie de France, Paris [53]
- 1979 Lavis, 105 × 109 cm, Galerie de France, Paris [54]
- 1979 Lavis, 109 × 105 cm, Galerie de France, Paris [55]
- 1979 Lavis, 69,8 × 67 cm, Galerie de France, Paris [56]
- 1979 Lavis, 69 × 137 cm, Galerie de France, Paris [57]
- 1979 Lavis, 67,8 × 67 cm, collection Henri Michaux, Paris [58]
- 1979 Lavis, 27 × 23 cm, collection René Char, L'Isle-sur-la-Sorgue [58]

## Livres illustrés

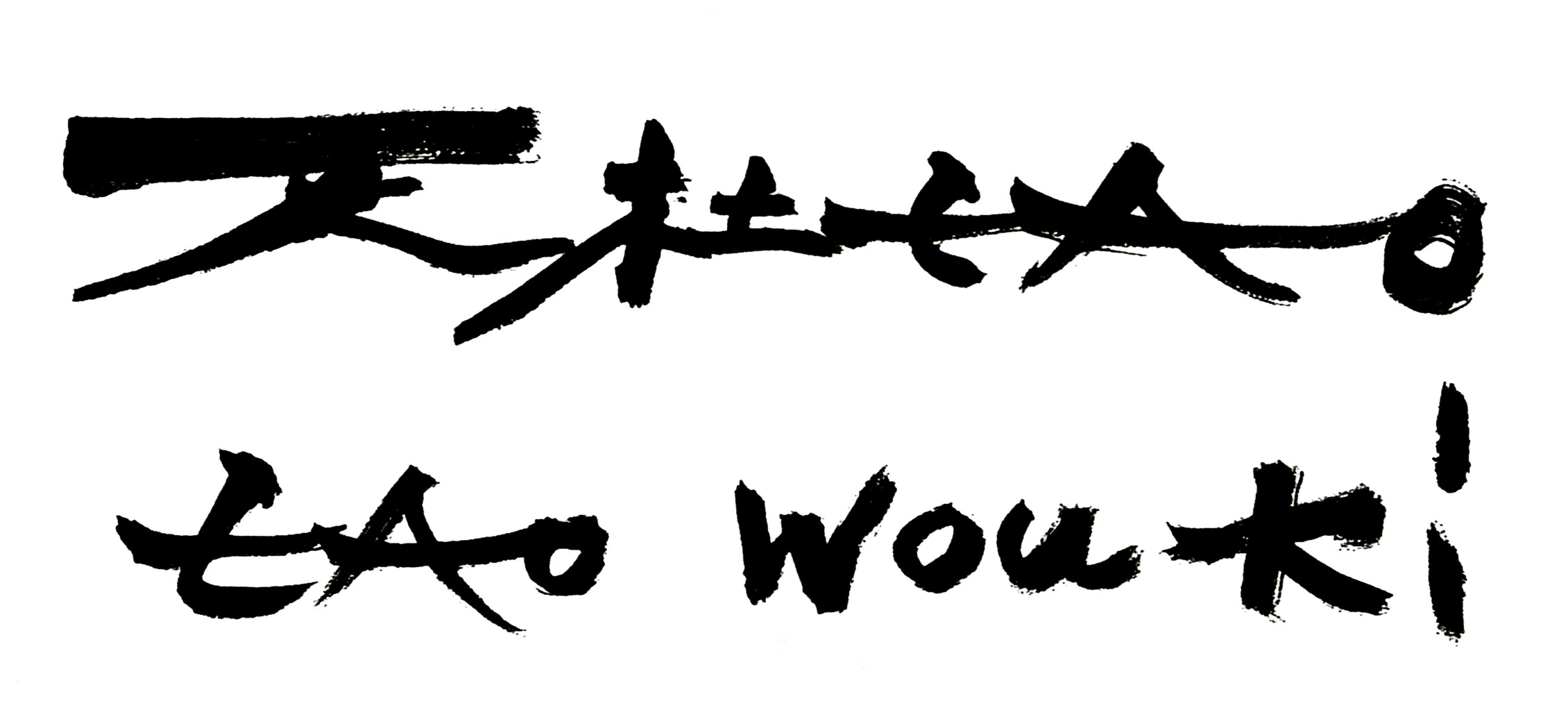
Signatures de Zao Wou-Ki (peinture).

- 1950 : Henri Michaux, Lecture par Henri Michaux, 8 lithographies de Zao Wou-Ki ; Harry Roskolenko, Paris Poème, 6 lithographies en noir et en couleurs
- 1957 : René Char, Les Compagnons dans le jardin, 4 eaux-fortes en couleurs
- 1962 : Hubert Juin, Les Terrasses de Jade, 4 eaux-fortes en couleurs ; André Malraux, La Tentation de l'Occident, 10 lithographies en couleurs
- 1966 : Saint-John Perse, Œuvre poétique 8 aquarelles en couleurs reproduite en offset
- 1967 : Arthur Rimbaud, Illuminations, 8 eaux-fortes en couleurs
- 1971 : Claude Roy, Panorama 1971, 1 lithographie en couleurs ; Jocelyne François, Feu de roue, 1 lithographie en couleurs
- 1972 : Jean Lescure, L'Étang, 8 eaux-fortes et aquatintes en couleurs ; Ezra Pound, Cantos pisan, 8 eaux-fortes en couleurs
- 1974 : Roger Caillois, Randonnées, 5 eaux-fortes en couleurs ; Roger Laporte, Une Migration, lettre-préface de René Char, 1 eau-forte en noir et blanc ; Jean Laude, En attendant un jour de fête, 1 eau-forte en noir et blanc
- 1975 : Martine Cadieu, La Mémoire amoureuse, lettre-préface de René Char, 1 eau-forte en noir et blanc
- 1976 : Roger Caillois, À la gloire de l'image et Art poétique, 15 lithographies en couleurs ; Christian Gali, Bocage pour les allusions à Brève, 1 eau-forte en noir et blanc ; Léopold Sédar Senghor, Élégie pour Jean-Marie, 4 lithographies en couleurs
- 1981 : Philippe Jaccottet, Beauregard, 5 eaux-fortes en couleurs ; Frank André Jammes, L'Ombre des biens à venir, 2 eaux-fortes
- 1982 : Lorand Gaspar, Genèse, 1 eau-forte en noir et blanc
- 1985 : Lorand Gaspar, Journaux de voyages. Encres de Zao Wou-Ki
- 1986 : Henri Michaux, En Occident, le jardin d'une femme indienne, 2 eaux-fortes et 1 encre
- 1987 : Pierre Lecuire, Le Livre réfléchi, 7 signes peints au pochoir
- 1988 : André Velter, Divertissement avec des ombres, 1 eau-forte
- 1989 : André Velter, Le Cercle de l'errance, 1 eau-forte
- 1990 : Kenneth White, Dans les provinces du Nord, 1 eau-forte en noir et blanc
- 1991 : Jean Frémon, Proustiennes, 2 eaux-fortes et aquatintes ; Yves Peyré, L'Évidence de la nuit,  4 eaux-fortes en noir et blanc
- 1992 : Khalil Gibran, Le Prophète, traduction de Salah Stétié, 1 eau-forte et aquatinte en noir et blanc ; Pierre Seghers, Éclats, 1 eau-forte et aquatinte
- 1993 : Claude Roy, Éloge des choses extrêmement légères, 5 eaux-fortes
- 1994 : William Shakespeare / Yves Bonnefoy, XXIV sonnets de Shakespeare, 7 eaux-fortes en noir et blanc ; François Cheng, Rompre le cri, 2 eaux-fortes
- 1996 : Henri Michaux, Annonciation et Moments, 6 eaux-fortes et aquatintes
- 2003 : Catherine Zittoun, Empreintes, 6 sérigraphies
- 2004 : Yves Bonnefoy, Le Désordre, 4 héliogravures

(...à compléter)

## Musées où l'on peut voir les peintures de Zao Wou-Ki
- En Grande-Bretagne, au Victoria and Albert Museum, Londres, à la Tate Gallery Londres, et la Tate Gallery de Liverpool.
- En Autriche, à Vienne, à la Graphische Sammlung Albertina, de Vienne.
- En Belgique à la Bibliothèque royale Albert Ier de Belgique, Bruxelles, au musée royal d'art moderne à Bruxelles, dans les musées royaux des beaux-arts (Bruxelles), et à la Fondation Veranneman de Kruishoutem.
- Au Canada au musée des beaux-arts de Montréal.
- En Chine à la Zhejiang Academy of Fine Arts  (Hangzhou)[59].
- En Espagne, à la Fondation Miró (Barcelone), au musée Thyssen-Bornemisza (Madrid).
- Aux États-Unis à l'Institut d'art de Chicago, au musée d'art de Cincinnati, Wadsworth Atheneum, Hartord (Connecticut), Museum of Fine Arts (Houston), Colby College Museum of Art, Waterville (Maine), au Walker art center de Minneapolis, au Finch Art College de New York, au Virginia Museum of fine Arts, University of Virginia, Richmond, à l'Asian Art museum de San Francisco dans la Avery Brundage collection.
- En Finlande, à l'Ateneum de Helsinki.
- En France, à la Fondation Van Gogh d'Arles, au musée Bertrand de Châteauroux, au musée Unterlinden de Colmar, au musée des beaux-arts du Havre, au musée d'art et d'histoire de Metz, au musée des beaux-arts d'Orléans, au musée de la céramique de Sèvres, au musée des beaux arts et d'histoire naturelle de Valence[60].
- À Hong Kong : Hong Kong museum of fine arts.
- En Indonésie : National museum of Djakarta.
- En Israël : Tel-Aviv Museum of art.
- En Italie : Galleria Civica d'Arte Moderna à Gênes, Galleria Civica d'Arte Moderna à Milan.
- Au Japon : Fukuoka museum of art (Fukuoka), Iwaki City Art Museum, Fukushima, Fuji art museum of art, Tokyo, Nagaoka contemporary museum of art (Nagaoka).
- Au Mexique : Centro Cultural Arte Contemporaneo (Mexico), musée d'art moderne, Museo Tamayo Arte Contemporáneo, Mexico.
- Au Portugal : Museu Nacional de Arte moderna (Porto).
- À Singapour : Raffles City.
- En Suisse : musée d'art et d'histoire, fondation Gérald Cramer (Genève), Pinacoteca comunale Casa Rusca, collection Nesto Jacometti, Locarno.
- En Yougoslavie-Macédoine : musée d'art contemporain, Skopje[61].